# Ваш, Макси
Максимилиану (Макси) Ваш (англ. Max (Maxie) Vaz; 1923, Гоа, Первая Португальская республика — 21 июля 1991, Момбаса) — индийский хоккеист на траве, полузащитник. Олимпийский чемпион 1948 года.

## Биография
Макси Ваш родился в 1923 году на принадлежащем Португалии Гоа (сейчас в Индии).
Играл в хоккей на траве за Бомбей.
В 1948 году вошёл в состав сборной Индии по хоккею на траве на летних Олимпийских играх в Лондоне и завоевал золотую медаль. Играл на позиции полузащитника, провёл 4 матча, мячей не забивал.
В 1952 году переехал в город Момбаса в Британской Восточной Африке (сейчас в Кении), занимался бизнесом.
Умер 21 июля 1991 года в Момбасе.

## Семья
Жена Макси Ваша Конни после его смерти жила в Великобритании вместе с дочерью Сандрой Мэйхью, которая работала медсестрой. Сын Андреа Хаваи руководил банковским отделением в Момбасе.

## Память
В 2010 году Ваш был изображён на цельной вещи, выпущенной в Кении к Играм Содружества.